# Jean-Louis Servan-Schreiber
Pour les autres membres de la famille, voir Famille Servan-Schreiber.
 (août 2017).
Jean-Louis Servan-Schreiber, ou JLSS, né le 31 octobre 1937 à Boulogne-Billancourt et mort le 28 novembre 2020 à Neuilly-sur-Seine,,, est un journaliste, patron de presse et essayiste français.

## Biographie
Fils d'Émile Servan-Schreiber (1888-1967), journaliste, et de Denise Bresard (1900-1987), il est le frère de Jean-Jacques Servan-Schreiber (1924-2006), journaliste et homme politique, de Brigitte Gros (1925-1985) femme politique, et de Christiane Collange (1930-2023), journaliste et essayiste, et l’oncle de David Servan-Schreiber (1961-2011), médecin.
Il épouse en 1957 Claude Sadoc, dont il a quatre enfants : Pascaline, Florence, Éric et Camille, et huit petits-enfants. JLSS épouse en secondes noces en 1987 Perla Danan, publicitaire et écrivaine.
Après des études secondaires chez les jésuites du collège Saint-Louis-de-Gonzague et des études supérieures à Sciences Po Paris, JLSS entre dès 1960 au quotidien économique Les Échos créé par son père et son oncle en 1908. Il en prend la direction de la rédaction deux ans plus tard. À la suite d'un stage approfondi dans la presse magazine américaine, il intègre en 1964 L’Express, fondé par son frère Jean-Jacques en 1953. Ensemble ils transforment cet hebdomadaire en premier magazine d'actualité de France. La formule remporte un succès immédiat. Toutes les créations ultérieures de « newsmagazines » français (Le Nouvel Observateur, Le Point, Marianne) ont été le fait d’anciens de L’Express.
En 1967, désireux de lancer sa propre entreprise de presse, JLSS crée avec Jean Boissonnat L'Expansion, autour duquel il développe au cours des 27 années suivantes le premier groupe de presse économique français, le Groupe Expansion, qui comprendra aussi L’Entreprise, La Lettre de L’Expansion, La Vie Financière, La Tribune et des activités d’édition et de séminaires.
Le 13 février 1984, c'est au titre de Directeur-Pdg de l'Expansion qu'il interviewe Jean-Marie Le Pen qui, face à ses attaques répetées, le qualifie d'Inquisiteur et de terroriste de la pensée.
Au début des années 90, JLSS, par une série de rachats et de lancements, étend l’activité de son groupe à l’Europe. Le groupe devient Eurexpansion et rassemble des titres et des participations dans une quinzaine de pays. Mais à la suite de la première guerre du Golfe, la baisse brutale des recettes de publicité contraint JLSS à céder le contrôle de son groupe endetté. Il le vend à la CEP dirigée par Christian Brégou en 1994. Il demeure président du conseil de surveillance du groupe Expansion jusqu’en 1999.
De 1994 à 1997, JLSS rachète et dirige le magazine marocain La Vie Économique pour en faire le premier hebdomadaire d’information du Maroc.
Début 1997, il revend la  La Vie Économique pour acheter Psychologies magazine à Bernard Loiseau. À partir de mars 1998, avec son épouse Perla, il en fait un succès de presse incontesté : la diffusion passe de 75 000 à 350 000 exemplaires et Psychologies magazine devient, en dix ans, le second mensuel féminin haut de gamme français (derrière Marie-Claire) en diffusion et en recettes de publicité. À la suite d’une prise de participation minoritaire d’Hachette (Groupe Lagardère) en 2004, Psychologies magazine est lancé dans huit pays, de l'Angleterre à la Chine en passant par la Russie, le Royaume Uni  et l'Italie. Des sites Internet sont créés et développés autour de la marque Psychologies. En juin 2008, Lagardère Active achète 100 % de la SA Groupe Psychologies dont JLSS devient président du conseil de surveillance. En 2010, il lance, avec sa femme Perla, le magazine CLES dont le thème est « trouver du sens, retrouver du temps ». Sa diffusion dépasse vite les 50 000 exemplaires.
En plus de ses activités de presse, JLSS a enseigné à l'université Stanford, en Californie, de 1971 à 1973. De 1972 à 1981, il anime Questionnaire sur TF1. À la même époque, il est également chroniqueur sur France Inter et Europe 1 (Club de la presse). En 1983, il rachète Radio Classique.
De 1999 à 2001, JLSS anime Psycho Philo sur LCI.
Parallèlement à son intérêt pour le comportement humain, JLSS est un défenseur actif des droits de l'homme. En 2007, il lance et préside le comité de soutien de l'organisation Human Rights Watch en France, qui alerte quotidiennement gouvernements et média sur les atteintes aux droits humains dans 70 pays. Il est également membre du board international de Human Rights Watch.
Essayiste, ses dix-sept livres traitent tantôt des évolutions de nos sociétés confrontées à la modernité, tantôt du comportement humain et d'une philosophie optimiste de la vie. Dans Une vie en plus, livre d'entretiens avec Dominique Simonnet, il déclare : « L'humilité prend toute son importance avec l'âge. Nous mesurons chaque jour le peu d'importance que nous avons. Il nous faut renoncer à toute velléité de triomphe à l'extérieur. C'est en nous que  nous trouvons la gratification, dans le simple enchaînement des jours, dans la conscience de pouvoir encore voir, sentir, respirer, exister... Finalement, c'est la vie elle-même qui est notre cadeau permanent et extraordinairement stimulant. »
Il meurt le 28 novembre 2020, victime de la covid-19.

## Œuvres
Il est l'auteur de dix-sept essais :
- Le Pouvoir d'informer, Robert Laffont (1972)
- L'Entreprise à visage humain, Robert Laffont (1973)
- À Mi-vie : l'entrée en quarantaine, Stock (1977)
- Questionnaire pour demain, Ramsay (1977)
- L'Art du temps : le secret des hautes performances, Fayard (1983) ; réédition, LGF, coll. « Le Livre de poche » no 5999, 1985  (ISBN 2-253-03571-8)
- Le Retour du courage, Fayard (1986) ; réédition, Albin Michel (1992)
- Le Métier de patron, Fayard (1990) ; réédition, LGF, coll. « Le Livre de poche » no 6937, 1991  (ISBN 2-253-05607-3)
- Le Nouvel Art du temps, Albin Michel (2000) ; réédition, LGF, coll. « Le Livre de poche » no 15232, 2002  (ISBN 2-253-15232-3)
- Vivre content, Albin Michel (2002) ; réédition, LGF, coll. « Le Livre de poche » no 30251, 2005  (ISBN 978-2-253-11221-1)
- Une vie en plus : la longévité, pour quoi faire ?, Seuil (2005) et Points Essais (2007), entretiens de Dominique Simonnet avec Jean-Louis Servan-Schreiber, Joël de Rosnay et François de Closets,  (ISBN 2020843153)
- Trop vite ! : pourquoi nous sommes prisonniers du court terme, Albin Michel (2010) ; réédition, LGF, coll. « Le Livre de poche » no 32708, 2012  (ISBN 978-2-253-16165-3)
- Aimer, quand même, le XXIe siècle, Albin Michel (2012) ; réédition, LGF, coll. « Le Livre de poche » no 33476, 2014  (ISBN 978-2-253-00071-6)
- Pourquoi les riches ont gagné, Albin Michel (2014)
- C'est la vie, Albin Michel (2015) ; réédition, LGF, coll. « Le Livre de poche » no 34283, 2016  (ISBN 978-2-253-18772-1)
- Fragments de lucidité : comment supporter les choses comme elles sont, Fayard (2016)  (ISBN 978-2-213-70104-2) ; réédition, LGF, coll. « Le Livre de poche » no 34994, 2018  (ISBN 978-2-253-18795-0)
- L'Humanité, apothéose ou apocalypse ?, Fayard (2017)
- 80 ans, un certain âge, Albin Michel (2019)
- Avec le temps, Albin Michel (2020)
- Je n'ai que 80 ans J'ai Lu (2021) reprise de A mi-Vie et de 80 ans un certain âge.